# Amphibulus borealis
Amphibulus borealis là một loài tò vò trong họ Ichneumonidae.